# Font Vella (Reus)
La Font Vella o Font de la Vila era una font pública de la ciutat de Reus, a la comarca catalana del Baix Camp.
Va ser la primera que va existir a l'antiga vila i se la suposa feta quasi simultàniament a la seva repoblació. Diversos llocs propers (portal de la Font, els horts de la Font, el carrer de la Font, el raval de la Font...) inclouen la paraula, referint-se a la que durant molts anys va ser l'única font existent. Estava situada dins de la muralla, vora el portal de la Font i al capdavall del carrer de la Font. El 1736 se la va traslladar fora muralla, al començament de la Closa de Mestres, el carrer que hi ha a l'altra banda del raval de Robuster, gairebé davant per davant. Allà s'hi van construir rentadors, coneguts com les "basses de la font vella" i es va rehabilitar la font amb uns abeuradors per a animals al costat. El gener de 1936 se la va treure d'aquest emplaçament.
La Font Vella s'abastia d'aigua per la Mina de la Font de la Vila, o Mina del March. Amb els seus quatre braços, la mina de March creua el centre de Reus i recorre tota la ciutat, des de la carretera de Castellvell fins a la Riera d'Aragó. Un peritatge de l'any 1736, de quan se la va traslladar, diu que si bé antigament la major part del seu recorregut es trobava extramurs, ara travessa el centre de la ciutat, perquè "a partir d'unes seixanta passes dins de la plaça del Quarter, va pel carrer de Sant Pere d'Alcàntara (Llovera), a la profunditat de vuit canes, entra al carrer de Monterols fins davant de la casa del Senyor Pau Miró, travessa la Plaça del Mercadal i baixa pel carrer Major i de la Font, fins que arriba davant del balcó de la cuina de casa el senyor Carles Bofarull, adroguer".
La ciutat de Reus es va abastir d'aigua durant molt de temps amb les seves fonts públiques. El 22 de juliol de 1778 s'estrenaren cinc fonts: la de les Monges, la de Santa Anna, la de la Farinera, la de la Sang i la de la Creu del Pedró o font del Rei, a més de la font Vella o font de la Vila. Més endavant, entre el 1804 i el 1841, es va ampliar el mapa de les fonts que havien d'abastir la ciutat.
Ara l'aigua provinent de la mina s'utilitza per a ús de boca a la ciutat de Reus. Es poden veure unes tapes metàl·liques amb la inscripció "Mina de March" al raval de Sant Pere i a la Riera d'Aragó.